# Europäischer Filmpreis/Lebenswerk

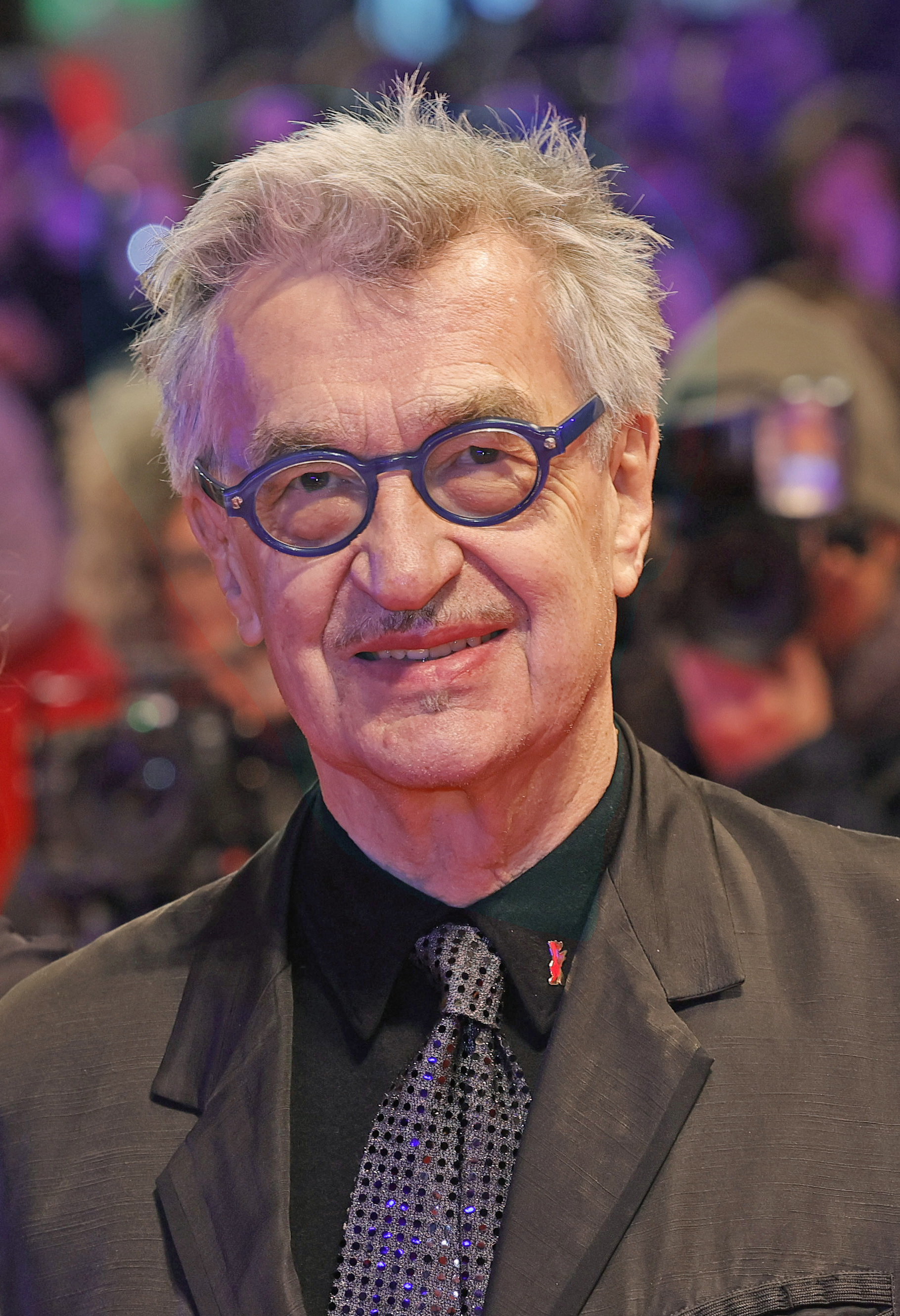
Preisträger 2024: Wim Wenders

Seit 1988 werden jedes Jahr große Persönlichkeiten des europäischen Films für ihr Lebenswerk mit einem Europäischen Filmpreis geehrt.

## Preisträger
| Jahr | Preisträger            | Filmisches Schaffen                                                                                               | Land                   |
| ---- | ---------------------- | --- | ---------------------- |
| 1988 | Ingmar Bergman         | Regisseur und Drehbuchautor                                                                                       | Schweden               |
| 1988 | Marcello Mastroianni   | Schauspieler | Italien                |
| 1989 | Federico Fellini       | Regisseur und Drehbuchautor                                                                                       | Italien                |
| 1990 | Andrzej Wajda          | Regisseur | Polen                  |
| 1991 | Alexandre Trauner      | Szenenbildner | Frankreich             |
| 1992 | Billy Wilder           | Regisseur, Drehbuchautor und Produzent                                                                            | USA/Österreich         |
| 1993 | Michelangelo Antonioni | Regisseur und Drehbuchautor                                                                                       | Italien                |
| 1994 | Robert Bresson         | Regisseur und Drehbuchautor                                                                                       | Frankreich             |
| 1995 | Marcel Carné           | Regisseur und Drehbuchautor                                                                                       | Frankreich             |
| 1996 | Alec Guinness          | Schauspieler | Vereinigtes Königreich |
| 1997 | Jeanne Moreau          | Schauspielerin | Frankreich             |
| 1999 | Ennio Morricone        | Komponist | Italien                |
| 2000 | Richard Harris         | Schauspieler | Irland                 |
| 2001 | Monty Python           | Komikergruppe, bestehend aus Graham Chapman, John Cleese, Terry Gilliam, Eric Idle, Terry Jones und Michael Palin | Vereinigtes Königreich |
| 2002 | Tonino Guerra          | Drehbuchautor | Italien                |
| 2003 | Claude Chabrol         | Regisseur, Drehbuchautor, Produzent und Schauspieler                                                              | Frankreich             |
| 2004 | Carlos Saura           | Regisseur und Drehbuchautor                                                                                       | Spanien                |
| 2005 | Sean Connery           | Schauspieler | Vereinigtes Königreich |
| 2006 | Roman Polański         | Regisseur, Drehbuchautor, Schauspieler und Produzent                                                              | Polen/Frankreich       |
| 2007 | Jean-Luc Godard        | Regisseur und Drehbuchautor                                                                                       | Frankreich/Schweiz     |
| 2008 | Judi Dench             | Schauspielerin | Vereinigtes Königreich |
| 2009 | Ken Loach              | Regisseur und Drehbuchautor                                                                                       | Vereinigtes Königreich |
| 2010 | Bruno Ganz             | Schauspieler | Schweiz                |
| 2011 | Stephen Frears         | Regisseur und Produzent                                                                                           | Vereinigtes Königreich |
| 2012 | Bernardo Bertolucci    | Regisseur und Drehbuchautor                                                                                       | Italien                |
| 2013 | Catherine Deneuve      | Schauspielerin | Frankreich             |
| 2014 | Agnès Varda            | Regisseurin und Drehbuchautorin                                                                                   | Frankreich             |
| 2015 | Charlotte Rampling     | Schauspielerin | Vereinigtes Königreich |
| 2016 | Jean-Claude Carrière   | Schriftsteller, Autor und Schauspieler                                                                            | Frankreich             |
| 2017 | Alexander Sokurow      | Regisseur und Drehbuchautor                                                                                       | Russland               |
| 2018 | Carmen Maura           | Schauspielerin | Spanien                |
| 2019 | Werner Herzog          | Regisseur | Deutschland            |
| 2020 | Preis nicht vergeben   | Preis nicht vergeben                                                                                              | Preis nicht vergeben   |
| 2021 | Márta Mészáros         | Regisseurin | Ungarn                 |
| 2022 | Margarethe von Trotta  | Regisseurin und Drehbuchautorin                                                                                   | Deutschland            |
| 2023 | Vanessa Redgrave       | Schauspielerin | Vereinigtes Königreich |
| 2024 | Wim Wenders            | Regisseur | Deutschland            |